# دفتر العرض
دفتر العرض، ويُطلق عليه أيضًا المذكرة السرية للمعلومات، هو عرض تقديمي تسويقي (ترتيب المعلومات) يُستخدم من قبل بنوك الاستثمار، رواد الأعمال، شركات التمويل المؤسسي، وسطاء الأعمال وغيرهم من الوسطاء في صفقات الاندماج والاستحواذ الذين يقدمون المشورة بشأن بيع أو التخلص من أسهم أو أصول شركة. يتألف دفتر العرض من ترتيب دقيق وتحليل لاعتبارات الاستثمار الخاصة بشركة العميل، ويُعرض على المستثمرين والمستثمرين المحتملين بهدف تزويدهم بالمعلومات اللازمة لاتخاذ قرار بشراء أو الاستثمار في شركة العميل.
يساهم العديد من الأشخاص في إعداد دفتر العرض الخاص بالوسيط. في بنك الاستثمار، قد يساهم أي شخص بدءًا من محلل إلى معاون أو نائب رئيس أو حتى المدير العام.
انظر أيضًا: محلل مالي (الاستثمار المصرفي).
تشمل المجالات الرئيسية التي يغطيها دفتر العرض النموذجي معلومات عن أبرز نقاط الاستثمار، الأرقام المالية الرئيسية، العملاء الأساسيين للشركة وتنويع قاعدة العملاء، العوائق التي تواجه المنافسين، القدرة والخطة لتحقيق التوقعات المستقبلية، فرص النمو المستقبلية، قوة فريق الإدارة، قابلية توسيع العمليات، الفرص في السوق الخارجي والمخاطر المعروفة، إضافةً إلى التنبيهات.
على سبيل المثال، يبدأ دفتر العرض عادةً بجدول محتويات أو مخطط تمهيدي للنقاش. يتبع ذلك تقديم معلومات عن الاسم، اللقب، والقسم الذي يعمل فيه فريق إدارة الصفقة والمساهمون الآخرون ضمن موارد الشركة الداخلية. يشمل أيضًا "نظرة عامة"، "متطلبات التمويل" (مثل تلبية نفقات رأس المال والتخطيط الرأسمالي)، وأخيرًا كما ذُكر، وصف "عالم الشركة" والتحليل المقارن للشركات الأخرى، وهي عناصر أساسية في دفتر العرض المصرفي الاستثماري.
قد يستخدم دفتر العرض أيضًا تحليل سوات (القوة، والضعف، والفرص، والتهديدات). بالإضافة إلى ذلك، يمكن عرض تحليل المنافسين (أو ما يُعرف بـ "Comps"). في التحليل المقارن، يقدم البنك الاستثماري تفاصيل خاصة بالصناعة، واتجاهات، وتحليلات اقتصادية كلية وميكروية وتحليلات خاصة بالشركة، والتي تدعم أسباب التقييم المقدم. (تجدر الإشارة إلى أن "Comp" له معنى آخر أيضًا: يُستخدم كرمز لـ "السعر المقارن" أو لمضاعف الأرباح الذي بيعت به شركات مماثلة.)
تتنافس التكتلات المصرفية الاستثمارية متكاملة الخدمات، والمعروفة أيضًا باسم البنوك الكبرى (Bulge Bracket), للفوز بأعمال العملاء الحاليين إما كمدير رئيسي أو كمدير مشارك في اتحاد مصرفي. أما إذا كانت الشركة أقل رسوخًا، فإن الشركة نفسها، وليس البنك الاستثماري، هي التي تقدم العرض للفوز بالعلاقة. (انظر التنظيم "D" ضمن قانون الأوراق المالية لعام 1933 الخاص بـ الولايات المتحدة.)
يُستخدم دفتر العرض أيضًا من قبل بنوك الاستثمار للترويج لنفسها أمام العملاء المحتملين، إذ يوفر للبنك فرصة لإظهار وتأكيد سبب وجوب اختيارهم من قبل العميل بدلاً من أي منافس آخر.
ينبغي عدم الخلط بين دفتر العرض وكتاب المعلومات العامة ("PIB")، وهو مصدر داخلي يُستخدم من قبل المصرفيين الاستثماريين لجمع معلومات عن الصفقات وتاريخ الشركات المستهدفة. هناك عدة أنواع من دفاتر العرض، منها دفاتر عامة تقدم لمحة عامة عن البنك، ودفاتر أخرى مُخصصة لتقديم البنك بأفضل صورة ممكنة أمام الشركاء المحتملين أو، في صفقات الاندماج والاستحواذ، أمام المستثمرين.

## قراءة إضافية
- Monkey Business: Swinging Through the Wall Street Jungle ((ردمك 0-446-67695-0)) – كتاب يقدّم رؤية ساخرة لعالم وول ستريت، يروي فيه المؤلفان تجربتهما في عالم المصرفية الاستثمارية.
- Downes, John & Goodman, Jordan Elliot; Barron's Financial Guides، 1995 – دليل شامل يشرح أهم المفاهيم المالية والاستثمارية بأسلوب مبسط ومباشر.
- Monkey Business: Swinging Through the Wall Street Jungle ((ردمك 0-446-67695-0))
- Downes, John & Goodman, Jordan Elliot; Barron's Financial Guides، 1995